# 大盛寺
大盛寺（だいせいじ）は、東京都三鷹市井の頭にある天台宗の寺院。山号は明静山。院号は円光院。本尊は薬師如来。都立井の頭恩賜公園内・井の頭池にある井の頭弁財天の本坊でもある。

## 歴史

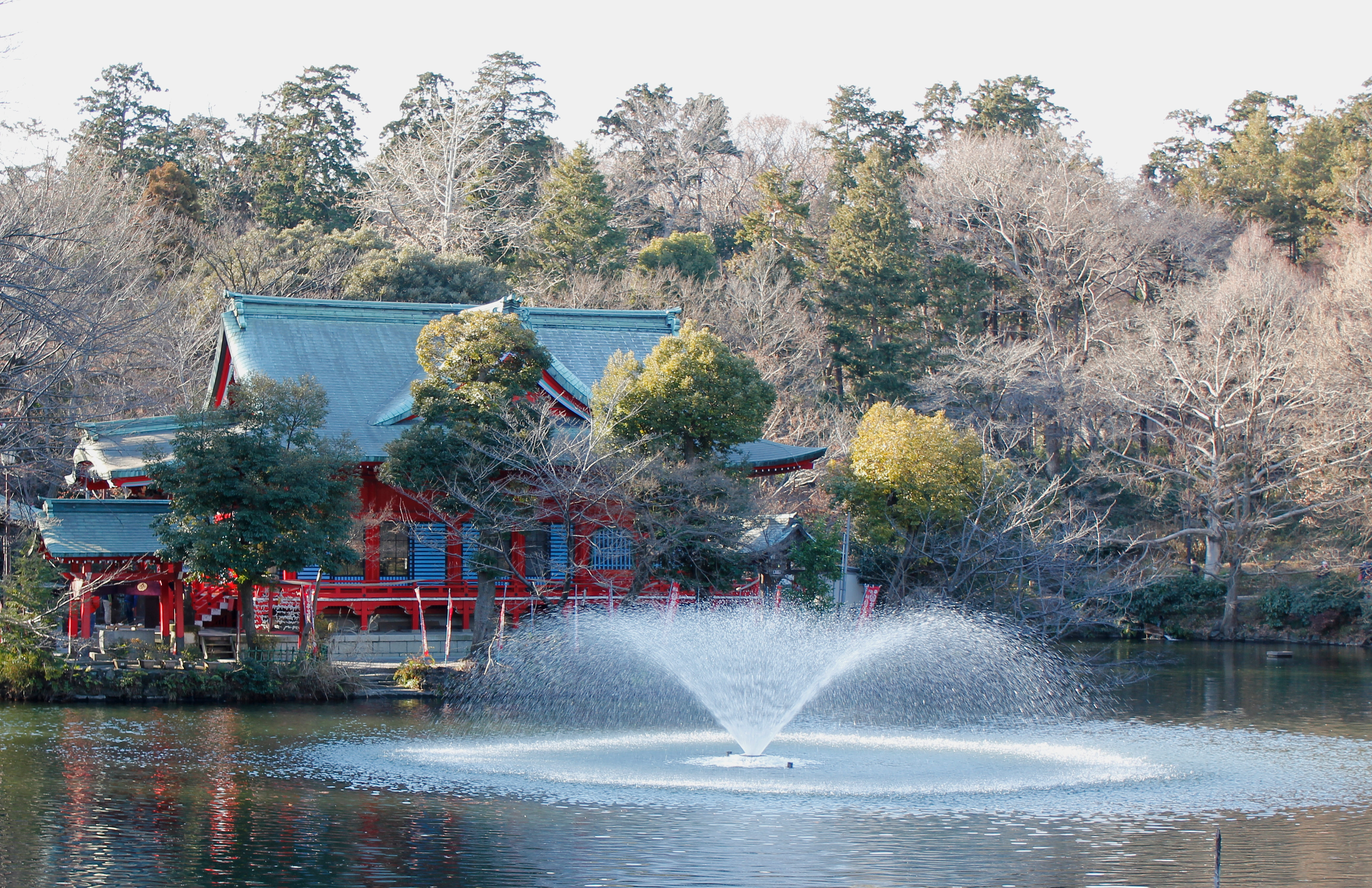
井の頭弁財天

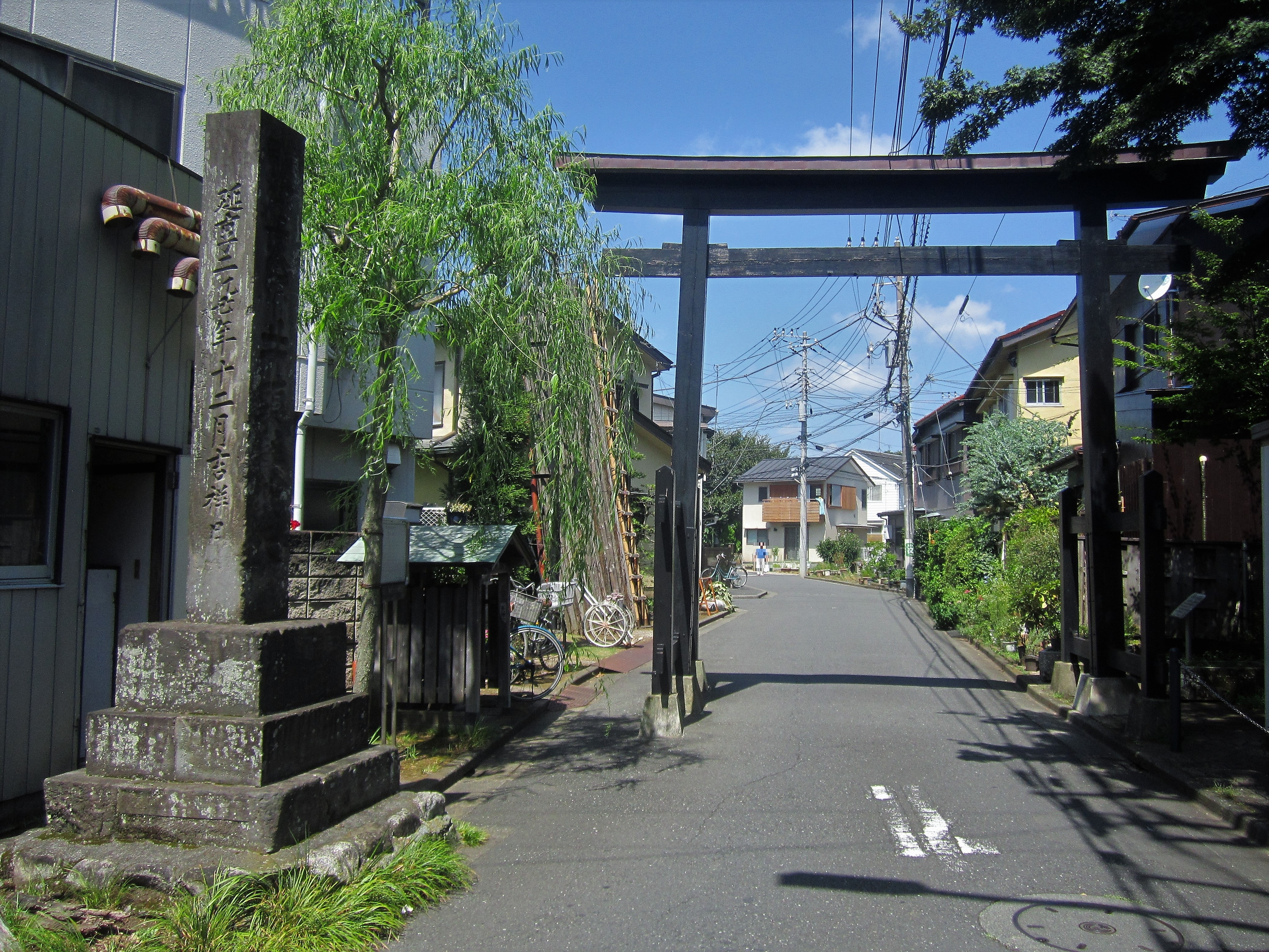
黒い参門と道標

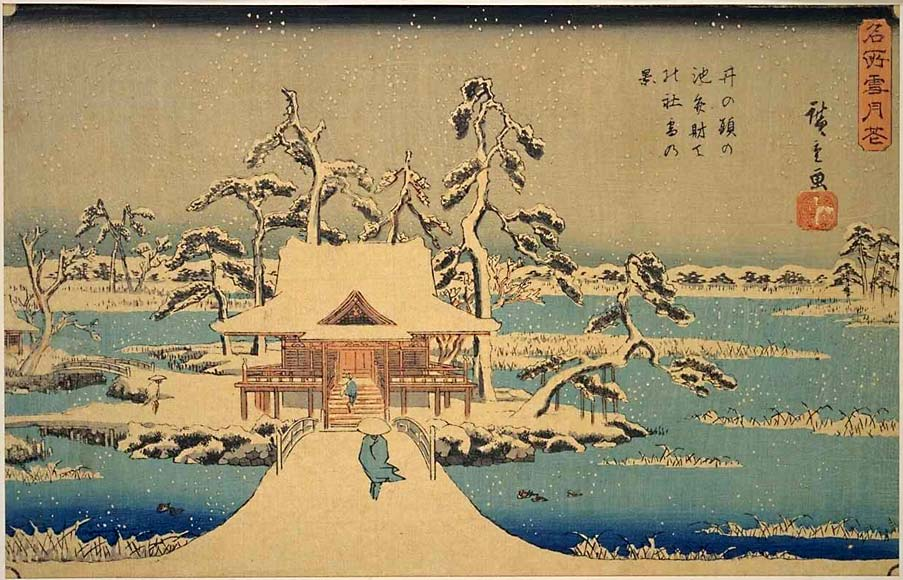
歌川広重『名所雪月花』で描かれた雪景の井の頭弁財天

大盛寺の創建の詳細については不詳であるが、1652年（承応元年）に寺院となったと伝えられる。

### 井の頭弁財天
井の頭弁財天堂は、『井之頭略縁起』によれば平安時代の天慶年間（938年－947年）源経基が創建したものと伝えられ、その後源頼朝が1197年（建久8年）に再建し、別当となる坊舎が立てられたと伝えられる。1333年（元弘3年）新田義貞が鎌倉を攻めた際に焼失し衰退していたが、江戸時代に入り3代将軍徳川家光によってようやく再興されたという。1923年（大正12年）の関東大震災で被害を受け、現在の堂舎は昭和初期に再建されたものである。
縁起によれば、本尊の弁財天像は789年（延暦8年）平安時代の僧で最澄の作と伝えられている。
甲州街道を高井戸から分け入り久我山・牟礼村を経て参道に至る道筋には、要所要所「井のかしら弁天道」などの道標が建てられている。特に参道入り口・黒い参門の横にある1745年（延享2年）の「神田御用水源井頭弁財天」と刻まれた棹石は長さ2.4mと堂々としたものである。
弁天堂の周囲には、宇賀神像(年代不詳)、1771年（明和8年）の狛犬、手水鉢、1817年（文化14年）の石橋(一番組・湯屋講寄進)、1833年（天保4年）石燈篭（伊勢屋伊兵衛＝現・にんべんら寄進）、など多くの寄進物が見られ、弁天信仰が盛んであったことを感じられる。

### 七井不動尊
弁天堂の正面から左手奥へ進んだところに、七井不動尊の小さなお堂がある。

## 所在地
- 大盛寺
  - 東京都三鷹市井の頭4-26-1
- 大盛寺別院（墓地）
  - 東京都三鷹市牟礼2-14-16
    - 三木露風の墓がある[10]。